# Creatonotos transiens
Creatonotos transiens là một loài bướm đêm thuộc phân họ Arctiinae, họ Erebidae.